# Nimon Muçaj
Nimon Muçaj est un acteur, écrivain et producteur albanais né en 1952 à Deçani, dans l'actuelle République du Kosovo. Il finit l'école primaire et secondaire à Deçan. Il étudia la langue anglaise. Il finit une haute école d'acteur à Pristina en 1973. Il travailla 3 ans en tant que professeur de la langue anglaise à Drenoc et Isniq, commune de Deçani.
Depuis l'année 1997, il travaille au Théâtre Populaire de Gjakovë, actuel Théâtre national de Gjakovë. Jusqu'à maintenant, il a interprété plus de 100 rôles aux théâtre, séries télévisées, films artistiques et de différents documentaires artistiques.

## Quelques rôles
- 1971 : Vuçi Pasha dans Nora de A. Skanjëtjit
- 1975 : Professeur Hofman dans Ngajrja në Vishi d'Artur Milerit
- 1975 : Shpendi Plaku i maleve
- 1976 : Tuç Maku dans Toka Jonë de K. Jakovës
- 1977 : Le vieil homme dans Stina e Kuqe de F. Fjatës
- 1977 : Orhani dans Fisheku në pajë de F. Krajës
- 1979 : Selmani dans Besa de S. Frashërit
- 1979 : Valteri dans Intrigë e dashuri de F. Shiler
- 1981 : Fahredini dans Njëriu me top de D. Agollit
- 1983 : Kukudhi dans Unë Halil Garria de B. Musliut
- 1984 : Ivani dans Kush nuk vdes nuk është njëri
- 1985 : Haruni dhe Iblisi dans Beselam pse me flijojnë de R. Qosjes
- 1985 : Kryetari i pushtetit lokal dans Babai im kulak socialist de T. Partliq
- 1985 : Pol Koulmen dans Korali Lensdaun thotë jo de A. Buzës
- 1987 : Bejtash Aga dans Halili e Hajria de K. Jakovës
- 1989 : Vangjeli dans Qan e qesh Çajupi de A. Z. Çajupi
- 1990 : Kryetari dans Hëna prej Letre de M. Kraja
- 1990 : Oso Kuka dans Lahuta e Malcis de Gj. Fishta
- 1993 : Qytetari Fisnik de Molière
- 1993 : Kamani dans Skënderbeu
- 1995 : Savë Batarja dans Lëshoma hisen e diellit de A. Istrefit
- 1995 : Poeti dans Dredha e djallit de Gj. Fishta
- 1995 : Reinhardi dans Aleksander Moisiu de M. Ramadani
- 1996 : Roja dans Antigona' de Sophocle
- 2000 : Prifti dans Të fala nga Shkodra de E. Kabashi
- 2000 : Branko dans Dasma e trojeve tona de F. Kraja
- 2001 : Togeri dans Si e mposhta Musolinin
- 2003 : Hetuesi dans Një varr për majorin e Mbretit de H. Mulliqit
- 2003 : Qamil Beu dans Epoka para gjyqit de E. Kryeziut
- 2004 : Officier serbe dans Antigona e re de M. Krasniq
- 2004 : Mala dans Lulkuqet de E. Kryeziu
- 2004 : Harilo Palikuqa dans Sfida e madhe de N. Islamit
- 2004 : Ujkani dans Kaos atdhedashurie ne paris de H. Mulliqit